# باور جتس

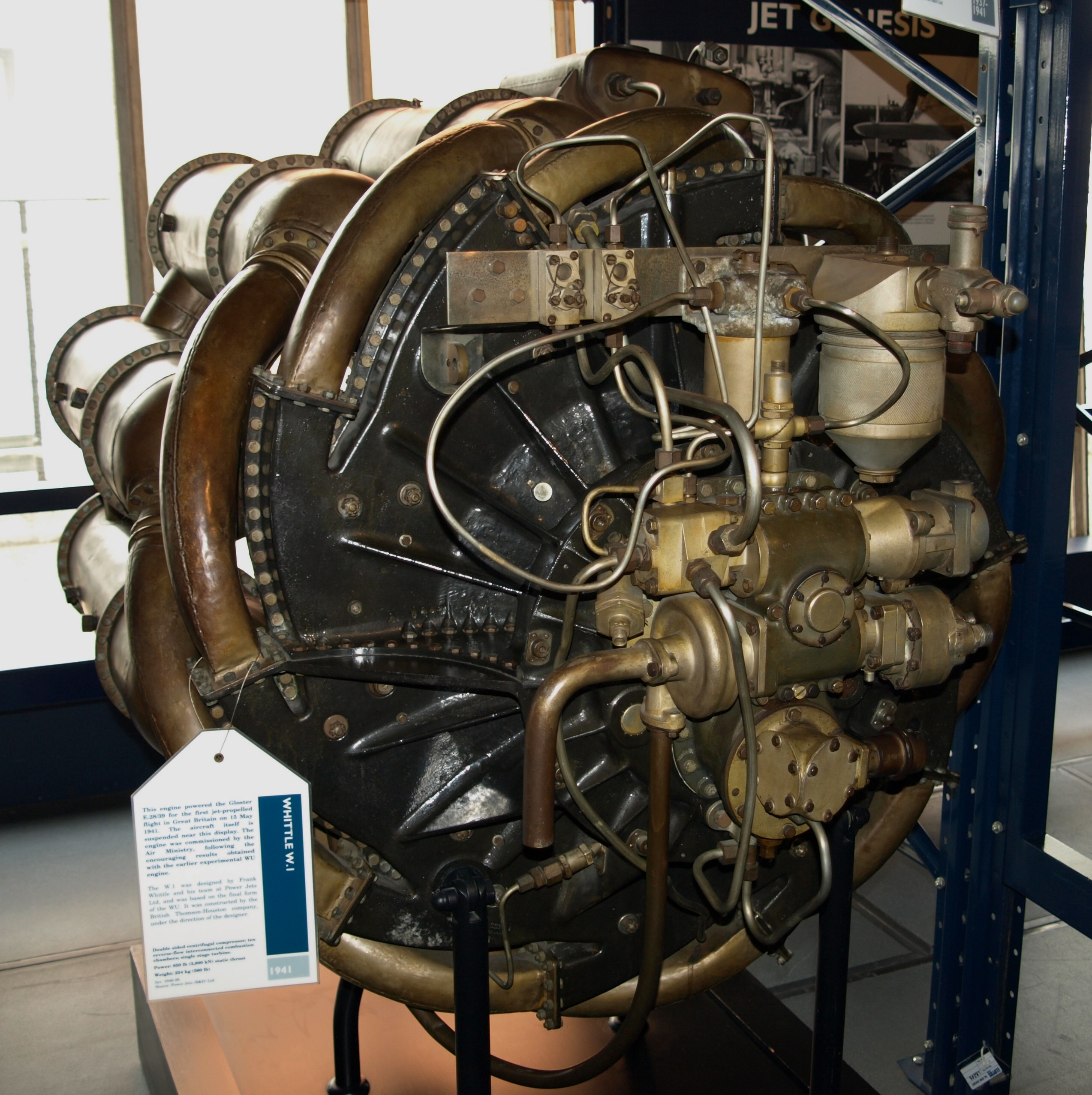
محرك باور جتس (دبليو ون) في متحف العلوم

باور جتس كانت شركة بريطانية أنشأها فرانك ويتل بهدف تصميم وتصنيع محركات الطائرات. تم تأميم الشركة عام 1944 وتم ضمها إلى المؤسسة الوطنية لتوربينات الغاز.

## التاريخ
عند تأسيسها، كانت الشركة تتكون من ويتل، رولف دودلي-ويليامز، جيمز كولينجز وود تينلنغ ولنسلت لو وايت من بنك أو تي فولك الاستثماري. تم استئجار المباني الأولية من بريتيش تومسون هيوستن (BTH) في رغبي، وركشير . بالإضافة إلى الأعضاء المؤسسين، قامت الشركة في البداية «باستعارة» بعض الميكانيكيين من BTH للمساعدة في المشروع، وفي وقت لاحق تمكنت باور جتس من الحصول على شخص واحد أو اثنين بالاقتراض من من القوات الجوية الملكية. بحلول بداية عام 1940 ، كان لدى الشركة إجمالي قوة عاملة تبلغ حوالي 25 شخصا. في عام 1938، انتقلت الشركة من رغبي إلى BTH في لتروورث.

حدث تقدم كبير للشركة في عام 1940 عندما قام إرنست هايفز، رئيس مجلس إدارة شركة رولز رويس بزيارة لتروورث، وبدعم من ستانلي هوكر، قام بزيارة لتروورث، وعرض تقديم أي أجزاء يطلبها فرانك ويتل في متجر رولز رويس ديربي التجريبي.

كان تصميم باور جتس يو-دبليو هو أول محرك توربيني يتم تشغيله، وقد تم اختباره لأول مرة في 12 أبريل 1937 وقام محرك باور جتس دبليو 1 بتشغيل طائرة جلوستر إي 28\39، وهي أول طائرة نفاثة تطير في المملكة المتحدة.

## التأميم
في مارس 1944، بعد نقاشات مع وزارة الطيران، وافق ويتل على مضض على تأميم شركة باور جتس المحدودة مقابل 135 ألف جنيه استرليني وأصبحت الشركة (باور جتس للأبحاث والتطوير المحدودة).

 بعد الحرب العالمية تم دمج الشركة مع قسم التوربينات في المؤسسة الملكية للطائرات لتكون (المؤسسة الوطنية لتوربينات الغاز).
في 1951 تلقت باور جتس مبلغ 4 ملايين دولار (حوالي 1,428,600 جنيه استرليني) من الحكومة الأمريكية مقدما مقابل استخدام الولايات المتحدة 200 براءة اختراع لتوربينات الغاز خلال العشرين السنة التالية. قبل ذلك، كانت شركة باور جتس قد تنازلت عن رسوم براءات الاختراع التي تدفعها الولايات المتحدة طوال فترة الحرب.
تم تفكيك آخر بقايا الشركة في عام 1948 